# الدوري النمساوي 1964–65
الدوري النمساوي الممتاز 1964–65 (بالألمانية: Österreichische Fußballmeisterschaft 1964/65)‏ هو الموسم 54 من بوندسليغا النمسا لكرة القدم. أشرف على تنظيمه اتحاد النمسا لكرة القدم، وكان عدد الأندية المشاركة فيه 14، وفاز فيه لاسك لينتس.